# La Parenthèse interdite
Pour les articles homonymes, voir La Parenthèse (homonymie).
Pour plus de détails, voir Fiche technique et Distribution.
La Parenthèse interdite est un téléfilm français écrit et réalisé par David Delrieux, diffusé en 2005.

## Synopsis
Le bébé de Sophie et Christian, est atteint d'un déficit immunitaire sévère qui l'oblige à vivre dans une bulle. Pour être près de lui, Christian fait plusieurs fois par semaine le trajet Briançon-Marseille, jusqu'à l'hôpital de la Timone. Instituteur, il s'est mis en congé. Sophie invoque en revanche tous les prétextes possibles pour ne pas voir son enfant malade. Elle reporte toute son attention sur sa fille Louise, 6 ans, et sur son travail. Six autres bébés doivent entrer dans un protocole qui apparaît comme un ultime espoir pour Christian. Se sentant rejeté par sa femme, le jeune père passe tout son temps à l'hôpital, où il fait la connaissance de Virginie, dont la fillette souffre d'une grave maladie orpheline. Tous deux deviennent très proches...

## Fiche technique
Sauf indication contraire, les informations mentionnées dans cette section peuvent être confirmées par la base de données cinématographiques IMDb,  présente dans la section « Liens externes ».
- Réalisateur : David Delrieux
- Scénariste : Marie-Anne Le Pezennec
- Producteurs : Isabelle Degeorges, Serge Moati
- Musique du film : Charles Court
- Directeur de la photographie : Jean-Louis Sonzogni
- Montage : Marie Dominique Danjou
- Distribution des rôles : Fabienne Dubois, Philippe Page
- Création des décors : Gilbert Gagneux
- Création des costumes : Catherine d'Halluin
- Coordinateur des cascades : Daniel Vérité
- Société de production : Image et Compagnie
- Pays d'origine : France
- Genre : Film dramatique
- Durée : 100 minutes
- Date de diffusion :  France : 4 juin 2005

## Distribution
- Julien Boisselier : Christian Moreau, un professeur dont le bébé est atteint d'une maladie génétique grave
- Nathalie Boutefeu : Virginie Seymour, la maman d'une petite fille atteinte d'une maladie incurable
- Camille Japy : Sophie Moreau, la femme de Christian
- Andréa Ferréol : Nicole
- Didier Bezace : le professeur Kramer
- Clarisse Tennessy : Céline
- Michel Cordes : Jean
- Hugo Korzec : Sébastien
- Lola Donati : Louise
- Laurie Ellena : Noémie
- Florence Hautier : Fanny
- Corinne Reverbel : la secrétaire
- Patrick Albenque : Jeremy Barnett
- Jeanne-Marie Lavallée-Rico : Cathy Barnett
- Géraldine Giraud : la femme de l'association
- Dominick Breuil : le médecin
- Guénael Nedellec : Lambert
- Aladin Reibel